# Fasold z Wierzbna
Fasold z Wierzbna (zm. 23 października 1307) – przedstawiciel rodu panów z Wierzbnej.
Był najstarszym synem Stefana, podstolego na dworze Henryka IV Probusa, bratem kanoników wrocławskich Henryka i Stefana.
Jego imię wiąże się z opowieściami o Nibelungach. Fasold nie występuje na żadnych dokumentów jako osoba żyjąca. Pozostawił dwóch synów: Henryka, będącego tak jak jego stryj-imiennik kanonikiem wrocławskim, i Stefana.